# 阿相クミコ
阿相 クミコ（あそう クミコ）は、日本の脚本家。栃木県出身。日本テレビシナリオ登龍門入選。日本シナリオ作家協会会員。

## 作品

### 連続ドラマ
- 青春★ENERGY 「もうひとつのシュガー＆スパイス」（2006年9月、フジテレビ）
- ホカベン（2008年4月 - 6月、日本テレビ）
- 救命病棟24時 〜救命医・小島楓〜（2009年7月、フジテレビ）脚本協力
- 東京DOGS（2009年10月 - 12月、フジテレビ）
- 東京リトル・ラブ（1st）（2010年4月 - 9月、フジテレビ）
- パーフェクト・リポート（2010年10月 - 12月、フジテレビ）
- マルモのおきて（2011年4月 - 6月、フジテレビ）
- 早海さんと呼ばれる日（2012年1月 - 3月、フジテレビ）脚本協力
- ゴーストママ捜査線〜僕とママの不思議な100日〜 （2012年7月 - 10月、日本テレビ）
- 連続ドラマW 鍵のない夢を見る（2013年9月、WOWOW）
- 家族の裏事情（2013年10月 - 12月、フジテレビ）
- 残念な夫。（2015年1月-3月、フジテレビ）
- 連続ドラマW 闇の伴走者（2015年4月 - 5月、WOWOW）
- ラーメン大好き小泉さん（2015年6月 - 7月、フジテレビ）
- ワカコ酒 Season2 （2016年1月 - 3月、BSジャパン／テレビ東京）
- 早子先生、結婚するって本当ですか?（2016年4月 - 6月、フジテレビ）
- カインとアベル（2016年10月-12月、フジテレビ）
- ワカコ酒 Season3 （2017年4月 - 6月、BSジャパン／テレビ東京）
- 人は見た目が100パーセント（2017年4月 - 6月、フジテレビ）
- 連続ドラマW 闇の伴走者〜編集長の条件（2018年3月 - 4月、WOWOW）
- 居酒屋ぼったくり （2018年4月 - 6月、BS12 トゥエルビ）
- 連続ドラマW ダブル・ファンタジー（2018年6月 - 7月、WOWOW）
- 深夜のダメ恋図鑑（2018年10月 - 12月、朝日放送テレビ／テレビ朝日）
- ワカコ酒 Season4 （2019年1月 - 3月、BSテレビ東京／テレビ東京）
- 後妻業（2019年1月 - 3月、カンテレ／フジテレビ）
- カカフカカ（2019年4月 - 6月、毎日放送）
- ヤヌスの鏡（2019年10月 - 12月、フジテレビ）
- ランチ合コン探偵〜恋とグルメと謎解きと〜（2020年1月 - 3月、読売テレビ／日本テレビ）
- ワカコ酒 Season5 （2020年4月 - 6月、BSテレビ東京／テレビ東京）
- マイラブ・マイベイカー（2020年7月 - 9月、カンテレ ほか）
- マリーミー!（2020年10月 - 12月、朝日放送テレビ／テレビ朝日）
- 京阪沿線物語〜古民家民泊きずな屋へようこそ（2021年1月 - 3月、テレビ大阪／BSテレ東）
- 推しの王子様（2021年7月 - 9月、フジテレビ）
- ＃居酒屋新幹線（2021年12月 - 2022年2月、MBS／TBS）
- ワカコ酒 Season6（2022年1月 - 3月、BSテレビ東京）
- 彼女、お借りします（2022年7月 - 9月、朝日放送テレビ／テレビ朝日）
- 犬と屑（2023年6月 - 7月、MBS）
- ばらかもん（2023年7月 - 9月、フジテレビ）
- ワカコ酒 Season7（2023年7月 - 9月、BSテレビ東京）
- やわ男とカタ子（2023年8月 - 9月、テレビ東京）
- 18歳、新妻、不倫します。（2023年10月 - 12月、朝日放送テレビ／テレビ朝日）
- 推しを召し上がれ〜広報ガールのまろやかな日々〜（2024年1月 - 3月、テレビ東京）
- ＃居酒屋新幹線（2024年1月 - 3月、MBS／TBS）
- 25時、赤坂で（2024年4月 - 6月、テレビ東京）
- ワカコ酒 Season8 （2025年1月 - 3月、BSテレビ東京／テレビ東京）
- わたしの好きな人は、（2025年3月 - 4月、テレビ宮崎）

### 単発ドラマ
- スチュワーデス刑事・7（2003年1月10日、フジテレビ）脚本協力
- コシノ家の闘う女たち（2006年8月8日、日本テレビ）
- マルモのおきて スペシャル（2011年10月9日、フジテレビ）
- ハクション大魔王 （2013年11月17日、フジテレビ）
- 福岡恋愛白書・9 （2014年3月21日、九州朝日放送）
- 命ある限り戦え、そして生き抜くんだ（2014年8月15日、フジテレビ）
- ラーメン大好き小泉さん 2016新春SP （2016年1月4日、フジテレビ）
- ドクターY〜外科医・加地秀樹〜（2016年12月16日 、テレビ朝日）
- ラーメン大好き小泉さん 2019春SP（2019年4月5日、フジテレビ）
- ラーメン大好き小泉さん 二代目！（2020年3月27日、フジテレビ）
- ワカコ酒 スペシャル 飛騨酒蔵めぐり（2020年12月29日・30日、BSテレ東）
- 特集ドラマ 流れ星（2021年3月22日、NHK BSプレミアム）[1][2]
- ラーメン大好き小泉さん 二代目！ 2022年新春SP（2022年1月8日、フジテレビ）
- 最後の放課後（2025年3月 - 4月、日本映画専門チャンネル）

### 映画
- コネコノキモチ（2011年5月14日公開）
- ReLIFE（2017年4月15日公開）
- アヤメくんののんびり肉食日誌（2017年10月7日公開）

### 配信
- WEBシネマ「イケメンチ！」（2005年、パイオニア）
- ミュードラ「woh woh」（2009年、フジテレビ）
- 見参楽「電報日和」（2011年、フジテレビ）
- 彼は、妹の恋人（2011年、BeeTV）
- ドクターY〜外科医・加地秀樹〜（2016年9月、テレ朝動画・auビデオパス）
- 東京アリス（2017年8月 - 11月、Amazonプライム・ビデオ）
- テレビ朝日映像 60周年ブランデッドムービー「離れていても」（2019年4月、VIVIA）
- ヤヌスの鏡（2019年8月 - 10月、FOD）
- わたしの好きな人は、（2025年3月、BUMP）
- ハイスペ弁護士との同居生活は最低で最高です。（2025年4月、BUMP）

### 舞台
- THE東京ピチピチBOYS 第8回公演「さよならホスト」（2006年6月）
- THE東京ピチピチBOYS 第16回公演「バック・トゥ・ザ・三億円事件！」（2011年8月）

### DVD
- 玉木宏 music films 01「Realize」（2004年）
- 乃木坂46 齋藤飛鳥 おいでシャンプーType-A収録「二度目のデート」（2012年）

### 漫画原作
- 未来のムスコ〜恋人いない歴10年の私に息子が降ってきた!（作画：黒麦はぢめ、「ヤンジャン!」2022年4月26日[3] - 、既刊7巻）※2025年2月18日現在

## 受賞歴
- 2012年 - 第20回 橋田賞（作品賞）『マルモのおきて』
- 2014年 - 第31回 ATP賞（優秀賞）『命ある限り戦え、そして生き抜くんだ』